# Anna Anasiewicz
Anna Anasiewicz (ur. 25 lipca 1928 we Lwowie, zm. 16 kwietnia 2023 w Lublinie) – polska entomolog.

## Życiorys
W 1951 ukończyła studia na Uniwersytecie Marii Curie-Skłodowskiej w Lublinie, w 1963 przedstawiła w Wyższej Szkole Rolniczej w Lublinie pracę doktorską. W 1973 habilitowała się na Akademii Rolniczej w Lublinie, w 1982 uzyskała tytuł profesora nadzwyczajnego, a w 1994 profesora zwyczajnego. W latach 1992–1998 kierowała Katedrą Entomologii Akademii Rolniczej w Lublinie.

## Dorobek naukowy
Anna Anasiewicz prowadziła badania nad powiązaniami pokarmowymi błonkówek i muchówek oraz oceniała ich przydatność w nasiennictwie roślin użytkowych stosując analizę florystyczną zebranego przez nie pyłku. Badała udział pyłku kwiatowego w diecie owadów drapieżnych analizując treść ich przewodów pokarmowych. Jest autorką ponad 100 publikacji, w tym 60 prac oryginalnych.

## Odznaczenia
- Złoty Krzyż Zasługi (1979);
- Medal Komisji Edukacji Narodowej (1981);
- Krzyż Kawalerski Orderu Odrodzenia Polski (1983);
- Medal „Za Zasługi dla Rozwoju Polskiego Towarzystwa Entomologicznego” (1998).